# Villars-le-Pautel
Villars-le-Pautel é uma comuna francesa na região administrativa de Borgonha-Franco-Condado, no departamento de Alto Sona. Estende-se por uma área de 12,18 km². Em 2010 a comuna tinha 194 habitantes (densidade: 15,9 hab./km²).